# Томингас, Альма Якобовна
Альма Якобовна Томингас (эст. Alma Tomingas, 15 ноября 1900, Раквере — 29 января 1963, Тарту) — эстонский советский учёный в области фармакологии. Заслуженный деятель науки Эстонской ССР (1945). Академик АН Эстонской ССР (1946).

## Биография
Дочь плотника, родительский дом находился в Раквере на улице Малми, 13. Училась в частной гимназии Раквере для девочек.
В 1917 году начала работать в аптеке С. Эберхардта в Раквере.
В 1925—1928 годах училась в Тартуском университете, окончила факультет фармакологии с отличием. В 1929 защитила кандидатскую диссертацию «О процессе самоокисления жирных масел», а в 1933 году — докторскую диссертацию. В 1935 году стала первой женщиной в Эстонии, которая читала лекции по фармакохимии и судебной химии.
С 1936 по 1937 год стажировалась в Германии, Швейцарии и Швеции. В 1940 году стала первой женщиной-профессором в Эстонии, возглавила кафедру фармакогнозии Тартуского университета.
В 1945 году одной из первых была удостоена почётного звания Заслуженного деятеля науки Эстонской ССР. После создания Академии наук Эстонской ССР, в 1946 году стала первой женщиной, которая была избрана действительным членом Академии наук. С 1947 по 1950 год избиралась депутатом Верховного Совета Эстонской ССР.
Возглавляла медицинский факультет Тартуского государственного университета (1952—1955), была одной из самых известных фармацевтов не только в Эстонии, но и во всем СССР. Участвовала в общеевропейских конференциях, часто в качестве председателя. Более 20 раз оппонировала диссертации.
Выступала как популяризатор науки с многочисленными лекциями о лекарственных растениях, публиковалась в прессе. Архив поступил в библиотеку Тартуского университета.

## Научные интересы
Основные работы посвящены химии растительных масел, изучению культивирования лекарственных растений ЭССР.